# 阿瓦薩大學
阿瓦薩大學（Hawassa University）是位於埃塞俄比亞南方各族州的大學，於1999年12月22日成立。
大學成立後不斷致力提升教學質素，增加學系和學科數目，及改善研究設備。